# درو أولسون
درو أولسون (بالإنجليزية: Drew Olson)‏ هو معلق رياضي أمريكي، ولد في 1966 في مينوموني فولز في الولايات المتحدة.